# Cantón de Petreto-Bicchisano
El cantón de Petreto-Bicchisano era una división administrativa francesa, que estaba situada en el departamento de Córcega del Sur y la región de Córcega.

## Composición
El cantón estaba formado por seis comunas:
- Argiusta-Moriccio
- Casalabriva
- Moca-Croce
- Olivese
- Petreto-Bicchisano
- Sollacaro

## Supresión del cantón de Petreto-Bicchisano
En aplicación del Decreto n.º 2014-229 de 24 de febrero de 2014, el cantón de Petreto-Bicchisano fue suprimido el 22 de marzo de 2015 y sus 6 comunas pasaron a formar parte del nuevo cantón de Taravo-Ornano.